# José Daniel Ponce
José Daniel Ponce est un footballeur international argentin, né le 26 juin 1962.
Il a effectué la plus grande partie de sa carrière dans le Championnat d'Argentine de football, mais a également joué en Colombie et en France.
International argentin, il a notamment participé à la Copa América 1983.

## Palmarès
| Saison | Club         | Titre                |
| ------ | ------------ | -------------------- |
| 1982   | Estudiantes  | Champion d'Argentine |
| 1983   | Estudiantes  | Champion d'Argentine |
| 1989   | Boca Juniors | Recopa Sudamericana  |
| 1989   | Boca Juniors | Copa Sudamericana    |